# Bahnhof Atami
Der Bahnhof Atami (jap. 熱海駅, Atami-eki) ist ein Bahnhof auf der japanischen Insel Honshū, der gemeinsam von den Bahngesellschaften JR Central und JR East betrieben wird. Er befindet sich in der Präfektur Shizuoka auf dem Gebiet der Stadt Atami. Unter anderem halten hier Shinkansen-Hochgeschwindigkeitszüge.

## Verbindungen
Atami ist ein Trennungsbahnhof am nordöstlichen Ende der gebirgigen Izu-Halbinsel. Zwei der bedeutendsten Bahnstrecken Japans, die Tōkaidō-Shinkansen und die Tōkaidō-Hauptlinie, verlaufen hier parallel. Von letzterer zweigt in Richtung Süden die Itō-Linie ab, die mit der daran anschließenden Izu-Kyūkō-Linie nach Shimoda eine betriebliche Einheit bildet. Für den Verkehr auf der Shinkansen-Schnellfahrstrecke ist die Bahngesellschaft JR Central allein zuständig. Auf den übrigen Linien ist die Zuständigkeit jeweils geteilt. Den Verkehr auf der Tōkaidō-Hauptlinie in Richtung Tokio führt JR East durch, den Verkehr westwärts in Richtung Nagoya übernimmt JR Central. Auf der Itō-Linie und der Izu-Kyūkō-Linie führt JR East den gesamten Fernverkehr durch, während der Regionalverkehr Sache der Bahngesellschaft Izu Kyūkō ist.
Auf der Shinkansen-Schnellfahrstrecke wird Atami üblicherweise zweimal je Stunde und Richtung von Kodama-Zügen bedient, die an allen Zwischenstationen halten. Ergänzt wird dieses Angebot durch drei tägliche Hikari-Zugpaare, die einzelne Zwischenstationen auslassen. Auf der Tōkaidō-Hauptlinie verkehren JR-East-Züge drei- bis fünfmal je Stunde in Richtung Tokio, darunter der Schnellzug Rapid Acty (快速アクティー); Züge von JR Central in Richtung Shizuoka verkehren zwei- bis viermal je Stunde. Durchgehende Verbindungen sind selten; es handelt sich dabei in der Regel um Odoriko-Schnellzüge von Tokio nach Shuzenji. Außerdem halten in Atami die Nachtzüge Sunrise Izumo (サンライズ出雲) und Sunrise Seto (サンライズ瀬戸). Auf der Itō-Linie gibt es im Nahverkehr einen Halbstundentakt, ergänzt um weitere Odoriko-Schnellzüge von Tokio nach Shimoda.
Der Busbahnhof vor dem Empfangsgebäude wird von über einem Dutzend Linien der Gesellschaften Izu Tokai Bus und Izuhakone Bus bedient.

## Anlage
Der Bahnhof steht nördlich des Zentrums im Stadtteil Taharahoncho und ist von Nordosten nach Südwesten ausgerichtet. Aufgrund seiner Lage an einem Berghang ist er terrassenförmig aufgebaut. Auf der untersten Ebene steht das dreigeschossige Empfangsgebäude. Darin integriert ist das Einkaufszentrum Lusca Atami. Es besitzt mehr als 30 Läden, ein Touristeninformationszentrum und ein öffentlich zugängliches Dachgeschoss mit Restaurant. Verwaltet wird es von Shonan Station Building, einem Tochterunternehmen von JR East. Die Züge des konventionellen Bahnverkehrs halten an fünf Gleisen, die an einem Hausbahnsteig und an zwei Mittelbahnsteigen liegen (alle überdacht). Zwei weitere, daran angrenzende Durchfahrtsgleise dienen dem Güterverkehr.
Auf einer zweiten Ebene, höher am Berghang, liegen an zwei vollständig überdachten Seitenbahnsteigen die beiden Gleise der Schnellfahrstrecke Tōkaidō-Shinkansen. Hier wurden im Jahr 1974 die ersten Bahnsteigtüren Japans installiert. Der zwischen dem Bahnhof und dem Ostportal des Shin-Tanna-Tunnels liegende Abschnitt der Schnellfahrstrecke besitzt die engste Kurve des gesamten japanischen Hochgeschwindigkeitsnetzes; ihr Radius beträgt 1500 m. Die Nozomi-Züge, die Atami ohne Halt passieren, verkehren hier mit 185 km/h, was der tiefsten Durchfahrtsgeschwindigkeit in einem Shinkansen-Bahnhof entspricht.
Im Jahr 2016 nutzten täglich durchschnittlich 14.460 Fahrgäste den Bahnhof. Davon entfallen 10.057 auf die konventionellen Linien und 4583 auf die Shinkansen.

## Bilder

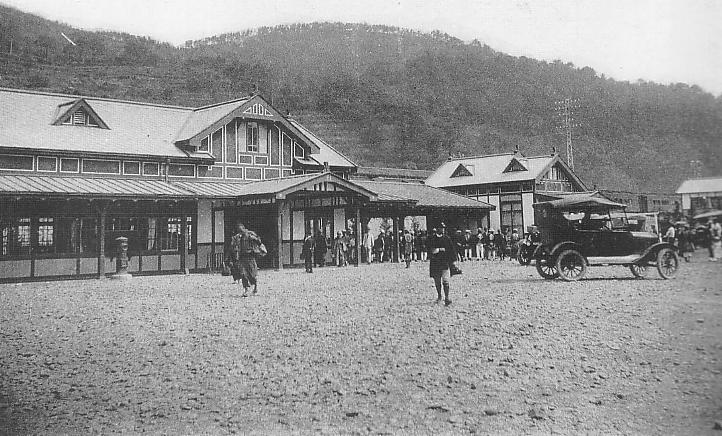
Bahnhof Atami um 1930
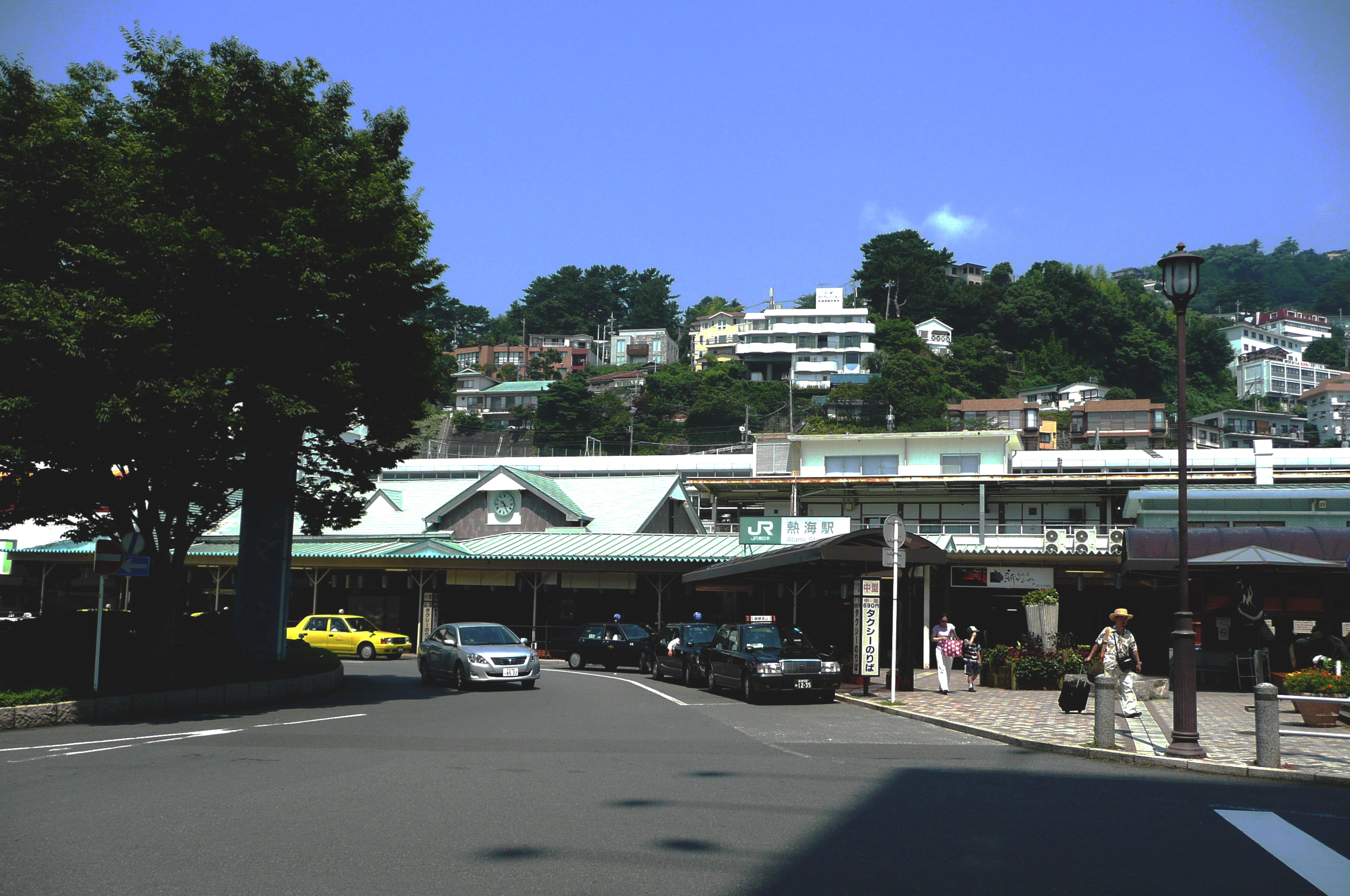
Früheres Empfangsgebäude (Juli 2010)
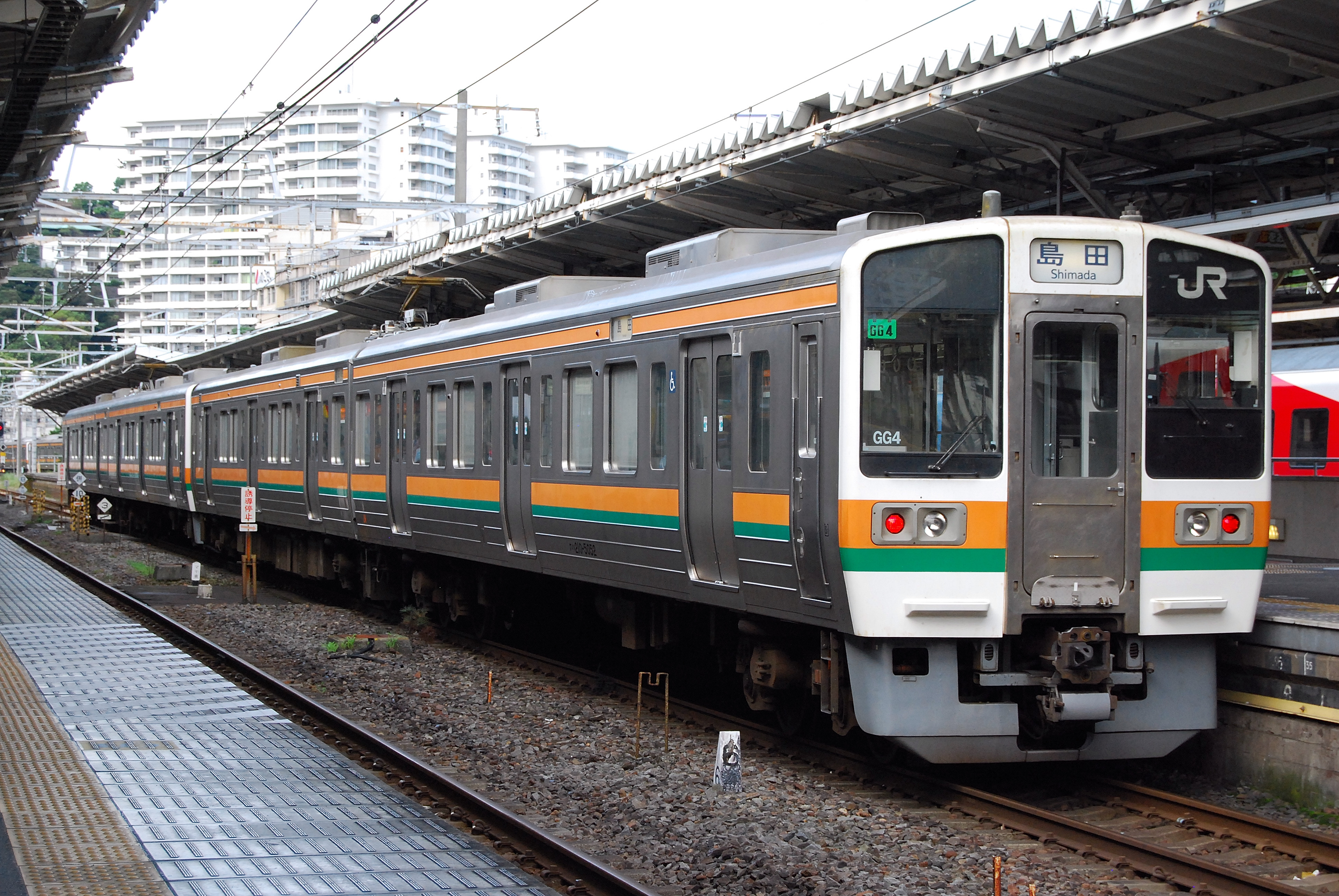
Nahverkehrszug nach Shizuoka
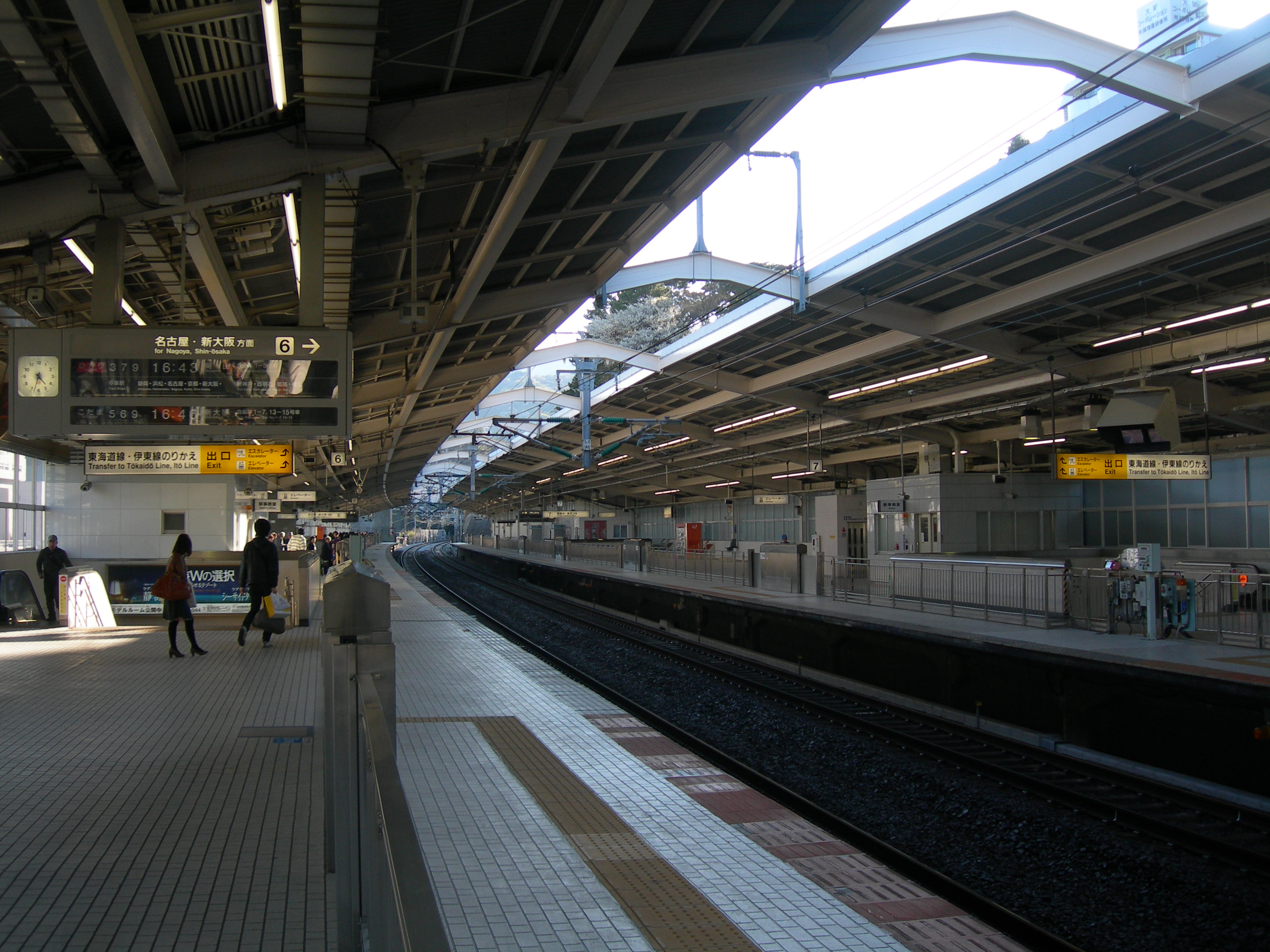
Shinkansen-Bahnsteige

## Gleise
| 1   | ▉ Itō-Linie          | Itō • Izukyū-Shimoda (Regionalzüge)        |
| 2/3 | ▉ Tōkaidō-Hauptlinie | Mishima • Numazu • Shizuoka                |
| 2/3 | ▉ Itō-Linie          | Itō • Izukyū-Shimoda (Odoriko-Schnellzüge) |
| 4/5 | ▉ Tōkaidō-Hauptlinie | Odawara • Yokohama • Tokio                 |
| 6   | ▉ Tōkaidō-Shinkansen | Nagoya • Kyōto • Shin-Osaka                |
| 7   | ▉ Tōkaidō-Shinkansen | Shin-Yokohama • Tokio                      |

## Linien
| Verlauf der Tōkaidō-Shinkansen |
| --- |
| Tokyo • Shinagawa • Shin-Yokohama • Odawara • Atami • Mishima • Shin-Fuji • Shizuoka • Kakegawa • Hamamatsu • Toyohashi • Mikawa-Anjō • Nagoya • Gifu-Hashima • Maibara • Kyōto • Shin-Osaka |

| Verlauf der Tōkaidō-Hauptlinie (Tokio–Atami) |
| --- |
| Tokyo • Shimbashi • Shinagawa • Kawasaki • Yokohama • Totsuka • Ōfuna • Fujisawa • Tsujidō • Chigasaki • Hiratsuka • Ōiso • Ninomiya • Kōzu • Kamonomiya • Odawara • Hayakawa • Nebukawa • Manazuru • Yugawara • Atami |

| Verlauf der Tōkaidō-Hauptlinie (Atami–Toyohashi) |
| --- |
| Atami • Kannami • Mishima • Numazu • Katahama • Hara • Higashi-Tagonoura • Yoshiwara • Fuji • Fujikawa • Shin-Kambara • Kambara • Yui • Okitsu • Shimizu • Kusanagi • Higashi-Shizuoka • Shizuoka • Abekawa • Mochimune • Yaizu • Nishi-Yaizu • Fujieda • Rokugō • Shimada • Kanaya • Kikugawa • Kakegawa • Aino • Fukuroi • Iwata • Toyodachō • Tenryūgawa • Hamamatsu • Takatsuka • Maisaka • Bentenjima • Araimachi • Washizu • Shinjohara • Futagawa • Toyohashi |

## Geschichte
Atami war seit Jahrhunderten für seine heißen Quellen berühmt, lag aber nicht am Tōkaidō, der wichtigsten Post- und Handelsstraße Japans. Als 1889 die spätere Tōkaidō-Hauptlinie zwischen Tokio und Kōbe fertiggestellt wurde, entfernte sie sich entlang der heutigen Gotemba-Linie noch weiter von der Pazifikküste als die Straße, sodass sie das Hakone-Vulkanmassiv und die steilen Berge bei Atami umging. 1895/96 wurde in zwei Etappen die Atami-Bahn eröffnet, eine handbetriebene Bahn entlang der Sagami-Bucht nach Odawara, wo sie einen Anschluss an die Straßenbahn Odawara zum Bahnhof Kōzu der Tōkaidō-Hauptlinie herstellte. Ab 1907 war die Atami-Bahn eine Dampfstraßenbahn, der Betrieb musste jedoch nach dem Großen Kantō-Erdbeben von 1923 aufgegeben werden.
1918 begann das Eisenbahnministerium mit dem Bau einer Neubaustrecke von Kōzu nach Numazu, mitsamt dem Tanna-Tunnel. Das Teilstück zwischen Yugawara und Atami war sieben Jahre später fertiggestellt und ging am 25. März 1925 in Betrieb. Erst nach neun weiteren Jahren, ab 1. Dezember 1934, verkehrten die Züge weiter durch den Tunnel nach Mishima und Numazu. Damit war Atami zu einem Durchgangsbahnhof an der Hauptverkehrsachse Tokio–Nagoya–Osaka geworden. Das Eisenbahnministerium eröffnete am 30. März 1935 den ersten Abschnitt der Itō-Linie nach Ajiro und verlängerte diese dreieinhalb Jahre später bis Itō.
Mit der Eröffnung der Tōkaidō-Shinkansen am 1. Oktober 1964 erhielt Atami einen Anschluss ans Hochgeschwindigkeitsnetz. Am 1. September 1966 stellte die Japanische Staatsbahn den Güterverkehr ein, am 1. November 1986 auch die Gepäckaufgabe. Im Rahmen der Staatsbahnprivatisierung ging der ältere Bahnhofteil am 1. April 1987 in den gemeinsamen Besitz der neuen Gesellschaften JR Central und JR East über, während JR Central den Shinkansen-Bahnhofteil in alleiniger Verantwortung übernahm. Im November 2010 begann der vollständige Neubau des Bahnhofs. Als erstes wurde das benachbarte Einkaufszentrum Lusca Atami abgerissen und an seiner Stelle entstand bis November 2011 ein provisorisches Empfangsgebäude, damit das alte ersetzt werden konnte. Das neue Empfangsgebäude war im November 2015 fertiggestellt, im November 2016 auch der Neubau des darin integrierten Einkaufszentrums.